# 高木神社 (墨田区)
高木神社（たかぎじんじゃ）は、東京都墨田区押上二丁目にある神社である。旧村社。旧社名は第六天社。

## 歴史
1468年（応仁2年）の創建。旧寺島新田の鎮守として崇敬されてきた。第六天魔王（他化自在天）を祀る「第六天社」と呼ばれ、隣接する天台宗海福山天王院正圓寺が別当寺であった。

### 明治以降
明治の神仏分離の際、高皇産霊神に祭神を変更し、社名も高皇産霊神の別名「高木の神」から高木神社と改め正圓寺から分離した。1940年（昭和15年）6月に村社に列格。
令和5年、御鎮座555年を迎えた。

## 祭神
- 高皇産霊神[1]

## 神紋
- 七曜

## 祭礼
- 6月第一土曜日・日曜日 例大祭

本祭りは3年に一度実施（直近は2016年）。
戦前は同じ寺島町の白鬚神社、長浦神社と三社合同で連合神輿渡御を行っていた。この名残で、例大祭は三社同一の日程で行われ、白鬚・長浦両神社の氏子総代も高木神社の祭礼に参列するのが恒例となっている。

## 氏子地域
氏子組織は「上睦」「下睦」「四丁目睦」の三団体から成っている。各団体が神輿を有している。四丁目は旧寺島町四丁目が由来である。
- 押上一丁目（一部）
- 押上二丁目（一部）
- 押上三丁目（一部）
- 東向島一丁目（一部）
- 東向島二丁目（一部）
- 向島四丁目（一部）
- 向島五丁目（一部）
- 京島一丁目（一部）
- 京島二丁目（一部）
- 京島三丁目（一部）
- 文花一丁目（一部）
- 文花三丁目

## 交通アクセス
- 東武スカイツリーライン、東武亀戸線 - 曳舟駅西口より徒歩5分（経路案内）。
- 京成押上線、都営浅草線、東武鉄道、東京メトロ半蔵門線 - 押上駅より徒歩10分

## コラボレーション
2017年12月、TVアニメ『からかい上手の高木さん』ヒット祈願が本神社で行われた。同一の名前との縁から本社が選ばれた。